# Неораймондия
Неораймондия (лат. Neoraimondia) – род суккулентных растений семейства Кактусовые (Cactaceae) произрастающий на территории Боливии и Перу. На 2023 год, включает два вида.

## Название
Родовое латинское название Neoraimondia было дано в честь Антонио Раймонди (1825—1890) — итальяно-перуанского натуралиста и географа, который посвятил свою жизнь изучению Перу и путешествиям по его территории. Префикс «neo» был добавлен, чтобы отличить этот род от существовавшего на тот момент рода Raimondia (который в настоящее время является синонимом рода Аннона (Annona)).
Русскоязычное название является транслитерацией латинского.

## Описание
Представители рода имеют прямостоячие стебли, достигающие высоты до 15 м, с несколькими хорошо выраженными ребрами, обычно серовато-зеленого цвета. Растения крепкие, разветвленные от основания, с крупными ареолами. Ареолы покрыты коричневым войлоком и имеют гибкие, длинные колючки, длиной до 25 см, которые могут быть разного количества.
Цветки мелкие, имеют воронковидную форму и могут быть более или менее интенсивно-розовыми или грязно-белыми. Плоды от шаровидных до яйцевидных, сочные, имеют розовую мякоть, и являются съедобными. Семена коричневатого или черного цвета, удлиненные и изогнутые.

## Таксономия
Neoraimondia Britton & Rose, первое упоминание в Cact. 2: 181 (1920).

### Синонимы
Гетеротипные (основанные на разных номенклатурных типах):
- Neocardenasia Backeb. (1949)

### Виды
Подтвержденные виды по данным сайта Plants of the World Online на 2023 год:
- Neoraimondia arequipensis (Meyen) Backeb.
- Neoraimondia herzogiana (Backeb.) Buxb. & Krainz

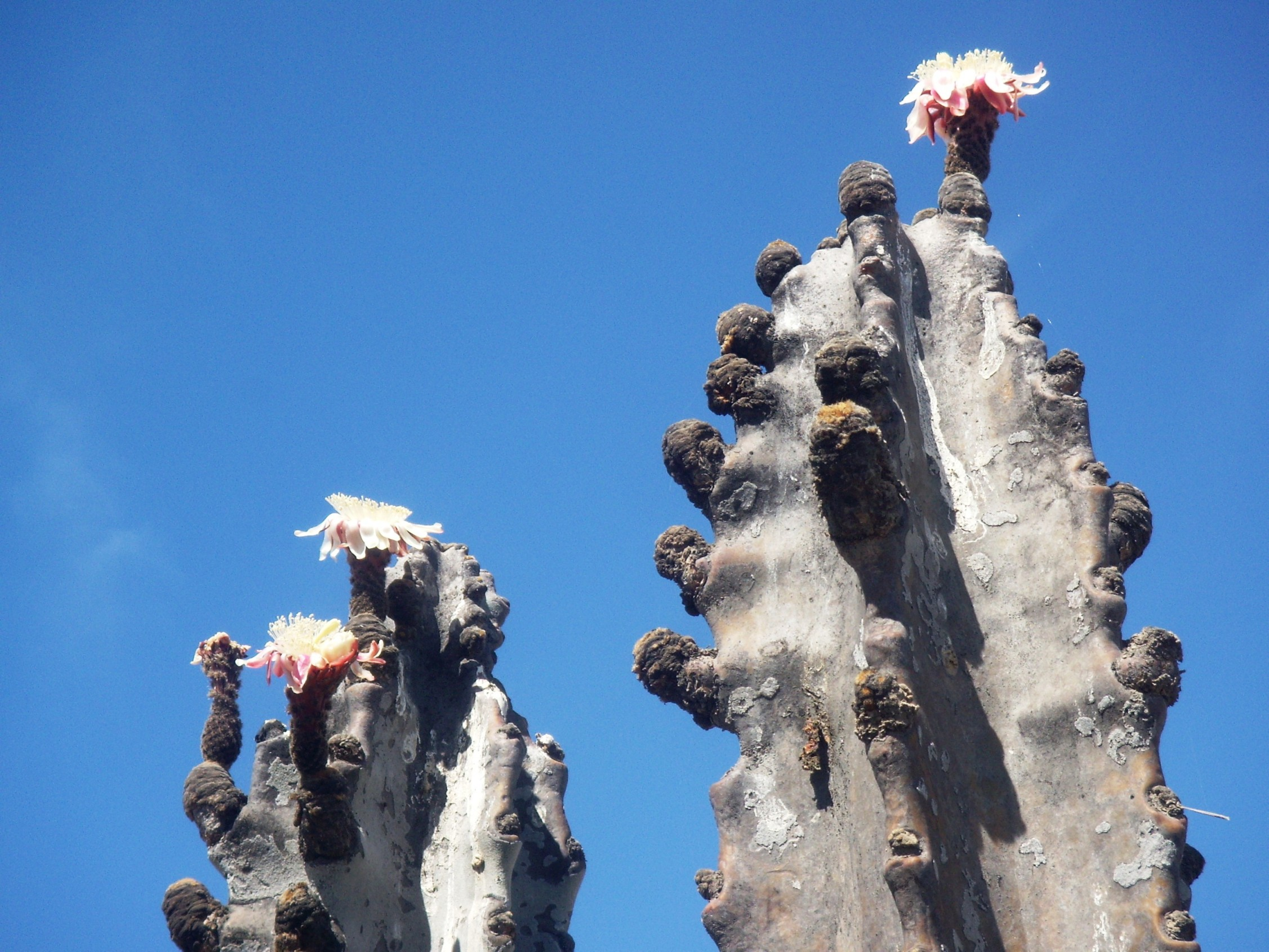
Neoraimondia arequipensis
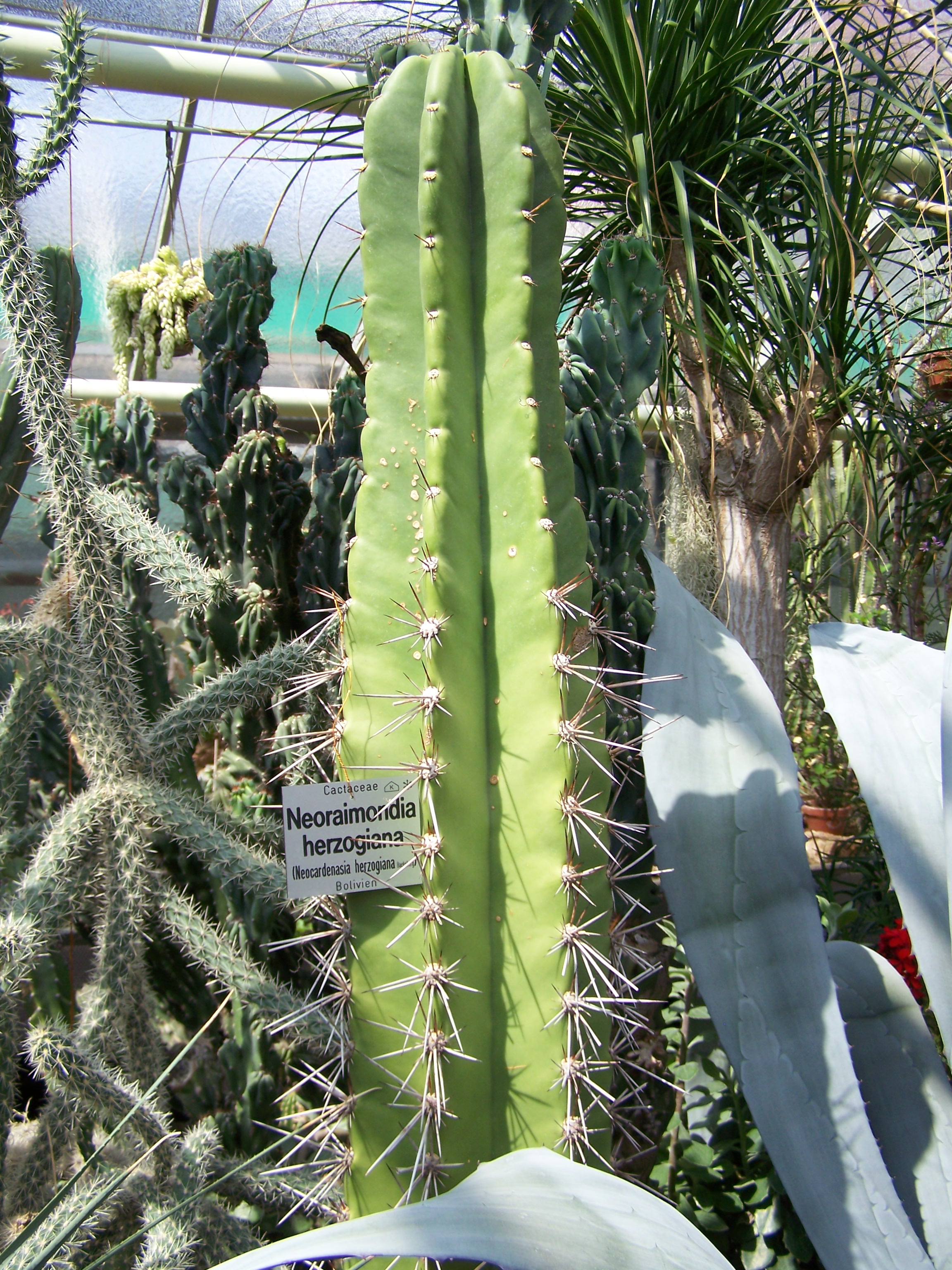
Neoraimondia herzogiana